# 황금반도

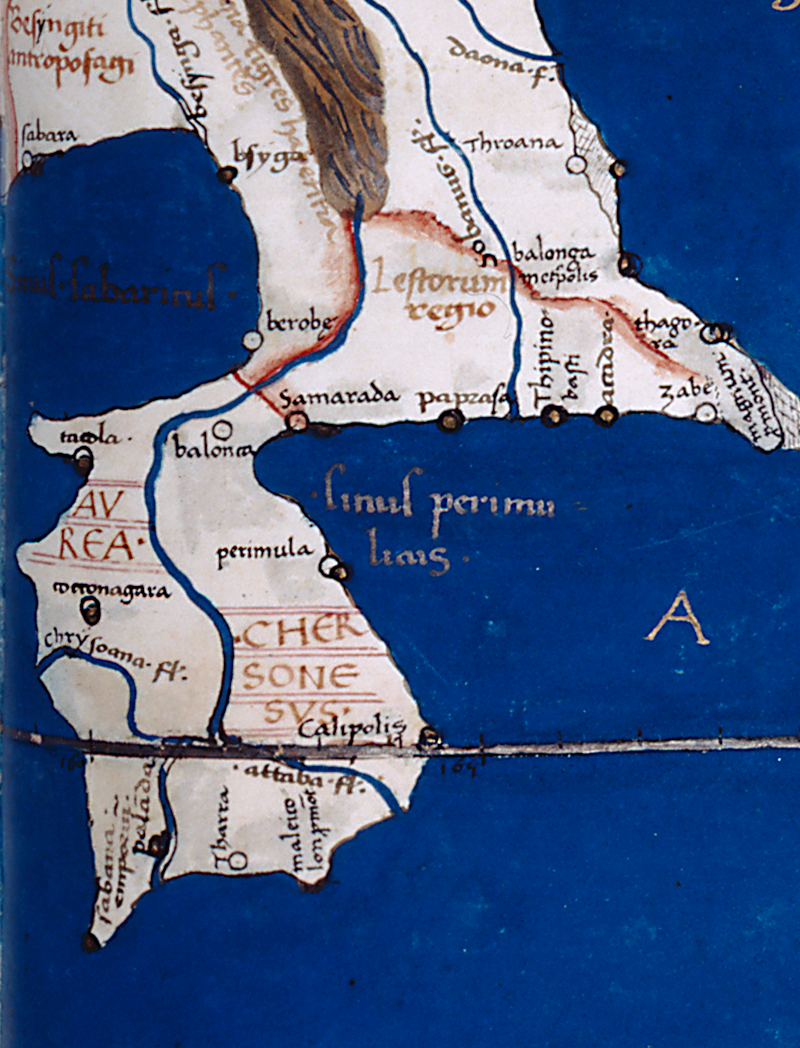
프톨레마이오스의 '지리학'에서 나온 지도를 복제한 니콜라우스 게르마누스의 1467년작 사본의 모습으로, 오늘날 말레이시아의 말레이반도인 황금반도를 나타내고 있다. 지도 속의 수평선은 적도를 나타내는데, 이는 실제 수치의 5분의 1 정도밖에 해당하지 않는 프톨레마이오스 애스펙트 값을 사용한 북회귀선으로 계산되었기에 상당히 북쪽으로 있어 잘못 위치해 있다.

황금반도(고대 그리스어: Χρυσῆ Χερσόνησος, Chrysḗ Chersónēsos; 라틴어: Chersonesus Aurea)는 고전 고대 시기 그리스 지리학자 및 로마 지리학자들이 말레이반도에 붙인 이름이다.

## 명칭
엄청난 황금의 땅으로 해석될 수 있는 동남아시아 내 지역에 대한 가장 초기 언급은 인도 문학에서 찾아볼 수 있다. '라마야나'에서, '수바르나부미' (황금의 땅)와 '수바르나드비파' (황금의 섬 또는 반도라는 뜻으로, 드비파는 반도 혹은 섬을 나타낼 수 있다])에 대한 언급이 있다. 그리스인들의 극동쪽에 대한 지리적 지식이 알렉산드로스 대왕의 정복 이후에 개선이 됐으나, 동남아 내 지역들에 대한 상세한 언급들은 로마 제국의 성장 이후에서야 나타났다. 그리스와 로마 시대의 지리학자들인 에라토스테네스, 디오니시오스 페리에게테스, 폼포니우스 멜라 등은 황금 제도 (Khrysē, Chryse Insula)에 관하여 저술을 했었으며, 오늘날에 일부는 이에 대해 말레이반도를 배제하고, 수마트라섬을 의미한다고 주장한다. 그러나 플리니우스는 '박물지'에서 크리세를 곶과 섬으로 나타냈다.
티로스의 마리노스의 저서를 기반으로 한 프톨레마이오스의 '지리학'은 황금반도에 대해 가장 유명하고 아마도 가장 이른 언급에 대한 내용을 담고 있다. 그렇지만, '지리학'은 후대의 지리학자들이 추가한 정보를 담고 있으며, 황금반도에 대한 최초의 상세한 언급은 헤라클레아의 마르키아노스의 저서에서였을 것이다. 황금반도의 그리스어 명칭인 키르세 케르소네소스에서 케르소네소스는 반도를 의하며, 일부 초기 학자들이 황금반도를 하미얀마와 연결시키려는 시도를 했으나, 현재는 말레이반도를 뜻한다고 보통 받아들여진다. 말레이반도는 고대 시대의 황금 생산지로 여겨지며, 파타니와 파항의 금광들은 말레이계 포르투갈 작가 고디뉴 드 이레디아가 17세기에도 언급했을 정도이다. 금이 현재의 말레이시아에서는 주요 상품이 아니지만, 대표적으로 파항의 라웁 등에서 여전히 금 채광이 이뤄지고 있다.

## 지도학에서 언급

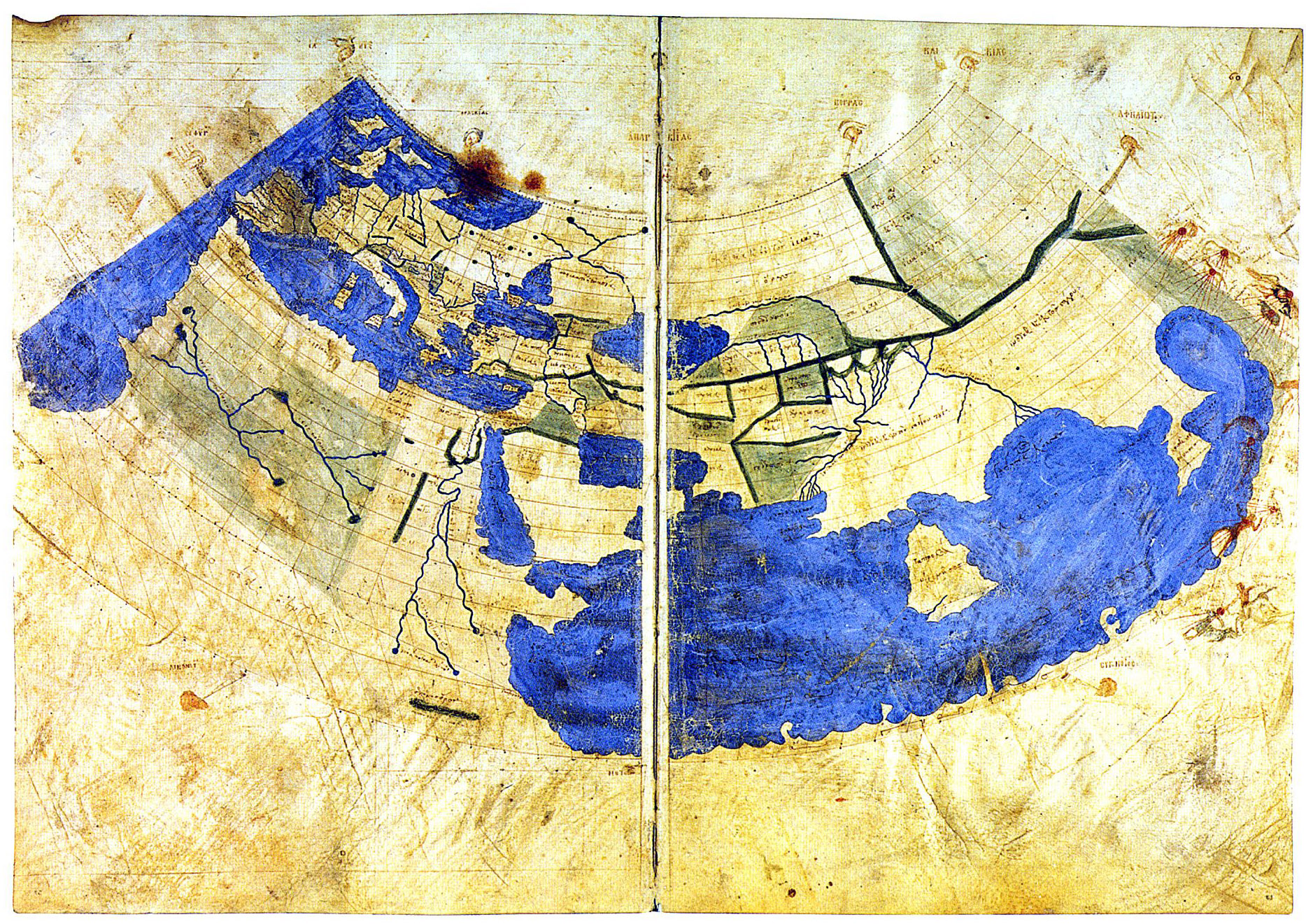
바티칸 도서관에 있는 세계 지도(Urb. Gr. 82)는 프톨레마이오스의 1세기 지도를 따라 제작됐다 c. 1300. 인도양은 가로막힌 유역으로서 묘사됐다. 황금반도는 거대한 만보다 조금 먼저 위치한, 극동쪽에 있는 반도이다.

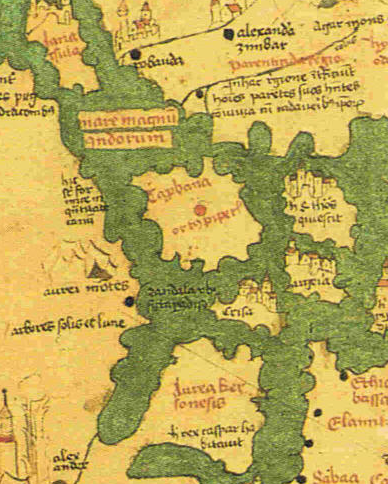
황금반도의 라틴어 명칭인 'Aurea Cersonese'가 인도양의 자바섬 근처에 나타나 있다 (안드레아스 발슈페르거의 1448년경 지도)

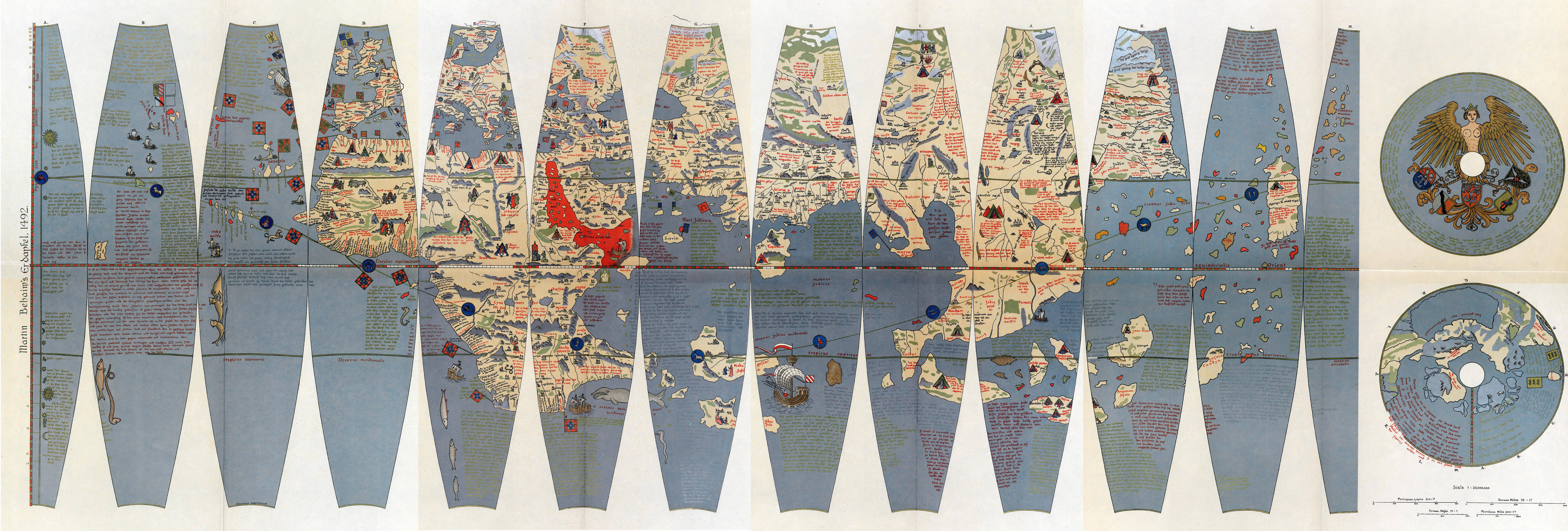
보헤미아의 마르틴의 에르트아펠

황금반도는 프톨레마이오스의 지도에서 등장하며, 이 지도는 황금반도의 일부 지리적 위치를 보이고 있다. 그러나 현존하는 프톨레마이오스의 지도 중 가장 이른 것은 13세기 말의 것이다. 여러 초기 지리학자들처럼 프톨레마이오스가 인도양을 가로막힌 바다로 여겼을 것을 참고 했을 때, 프톨레마이오스의 지도를 참고한 지도들은 황금반도를 가로막힌 유역에 있는 것으로 나타낸다. 황금반도의 동쪽으로는 거대한 만이 있으며, 이곳은 '테라 인코그니타 (미지의 땅)을 경계로 동쪽이 둘러싸여있다. 아랍의 지리학자들은 인도양이 막힌 유역이라는 생각이 잘못되었다는 것을 8세기부터 알고 있었으며, 그에 대한 예시로는 콰리즈미의 저서 '세상에 대한 기술서'가 있다. 이들은 인도양이 세계양과 연결되어 있을 것이고, 말레이반도 너머 인간 거주 공간의 동쪽 경계가 암흑해에 있는 보석의 섬이라고 나타낸다. 프톨레마이오스 지도의 동쪽 해안은 용의 꼬리반도가 되었다.
황금반도는 1448년경 콩스탕스에서 제작된 안드레아스 발슈페르거의 마파 문디에 나타나 있으며, 거기에는 "hic rex caspar habitavit" (이곳에 가스파르 왕이 살았다)라는 문구가 있다. 가스파르는 베들레헴에 있는 아기 그리스도를 찾아간 동방 박사 중 한 명이었다.
보헤미아의 마르틴은 1492년에 만든 지구본에서 키르세와 아르기레 (금과 은)를 마르코 폴로가 '금이 풍부하다' 고 한 지팡구 (일본) 근처에 배치시켰다. 1587년 페드로 데 우나무노 지휘 하에 이 지역에 있다고 알려진 섬들을 찾으러 원정대가 파견됐다.

## 지리학적 위치
도시 및 강을 포함하여 황금반도에 대한 다양한 지리적 특징 및 취락들에 대한 명칭이 프톨레마이오스의 지리학에 나타나 있다. 그러나 이 지명들에 대해 여러 학자들은 각기 다른 정체들을 제시해 왔다. 이 지역들에 대한 좌표가 제시되기는 했으나, 천문학적 관측에 따른 것이 아닐 수 있기에 지중해에서 너무 멀리 떨어진 곳들이라 신뢰성이 있다고 여겨지지는 않으며, 따라서 그 정체를 파악하는 데 있어 분명하게 사용할 수는 없다. 가장 오래된 것이 최초로 쓰여진 뒤로 1천년 뒤의 것인 가운데, 프톨레마이오스의 저서가 또한 수 백 년에 걸쳐 복사되고 번역됐으며, 오류 사항들이 들어가 있을 수 있다.

### 강
프톨레마이오스 지도는 실제로 존재하지는 않는 강 하나를 수원이 이뤄지도록 합류하는 강 세 개의 모습을 보여준다. 그런데 이것이 말레이반도의 동부와 서부 사이의 지름길인 페락과 파항을 연결짓는 고대의 반도를 횡단하는 경로의 존재를 나타낸 것이라고 제시되기도 했다.
- 크리소아나스강(Khrysoanas) - 금의 강을 뜻하며,서부 해안의 여러 강들이 제시되었는데 트랑강 (태국 남부)에서 페락강 혹은 베르남강 또는 더 남쪽의 무아르강 등이다.[18][15]
- 팔란다스강(Palandas) - 여러 학자들로부터 조호르강이라 제시됐다.
- 아타바스강 (Attabas) - 여러 저술가들한테서 파항강이라고 받아들여진다.[19]

### 취락
- 타콜라(Takola)  – 대부분의 저술가들에 따르면 태국 남부의 뜨랑주에 있다고 무역 거점인 엠포리온. 따꾸아빠가 또다른 제시 지역이기도 하다.  타콜라는 고대 인도인들한테도 알려져 있었으며 타꼴라라는 지명은 2세기 혹은 3세기 인도 문헌 '마하 니데사'와 '밀린다팡하'에 언급됐고, 라젠드라 1세가 스리위자야 침공 때 정복했다고 전해지기도 하던, 1030년 탄조르 비문에서 언급된 '탈라이딱꼴람'과 같은 곳이라 여겨지기도 한다. 이 인도 문헌들은 3세기부터 11세기까지 타콜라의 존재를 지속적으로 나타냈다.[20]
- 콩코나가라(Konkonagara) – 키르소아나스(Khrysoanas) 인근의 장소로, 다수의 학자들은 이곳을 페락에 있다고 보나 (킨타구의 쿠알라캉사르 혹은 베르남강을 따라 위치), 일부는 크다주의 무다강 혹은 태국의 푸켓 반대쪽에 자리잡은 끄라비 등 더욱 북쪽에 있다고 한다. 명칭은 인도식 지명으로 생각되나 '광산의 나라'를 뜻하는 말레이어 (kolong-kolong 혹은 kekolong)와 샨스크리트어 (negara)의 합성어라고 제시되기도 한다.[21] 몇몇 저술가들은 강가 왕국과 연결시키기도 한다.[22]
- 사바라(Sabara) 혹은 사바나(Sabana) – 슬랑오르 혹은 클랑 근처, 또는 말라카 바로 남쪽 및 조호르 남쪽 지역 뿐만 아니라 싱가포르에 있다고 제시되는 두 번째 엠포리온.[23]
- 타르라(Tharra) – 좌표에 대해서 최소한 10곳이 각기 다른 사료들에서 제시되었으며, 이에 따라 정확한 위치를 가리키기가 어려우며 이곳의 정체에 대한 합의점은 없다.[24][25]
- 팔란다(Palanda) – 일부 저술가들은 코타팅기라 주장한다.
- 칼롱카(Kalonka) – 태국 남부의 춤폰주부터 파항강 유역에 이르는 여러 지역들이 제시되었다.
- 콜레 폴리스(Kole polis) – 말레이반도 북동부 해안가에 위치해다고 여겨지며, 클란탄주 혹은 케마만강과 쿠안탄 사이의 어느 곳이 제시되었다.[26]
- 페리물라(Perimula) - 말레이반도의 북동부 해안에 위치해 있다고 보며, 리고르, 켈란탄강 혹은 테렝가누강의 삼각주, 르당섬 등이 제시되었다.[27]

### 그 외 특징
- 말레오우콜롱(Maleou-kolon)곶 – 이 명칭은 말레이갑(岬)을 가리킨 것으로 보이며, 말레이반도의 남동쪽 모퉁이일 것으로 본다.  일부는 이곳을 Tanjung Penyabong 혹은 조호르의 Tanjung Tenggaroh, 파항의 Tanjung Gelang으로 판단한다.[28][29]
- 페리물리코스(Perimulikos)만 – 시암만일 가능성이 있으며, 대체 제시 장소들로는 파타니만에서 송클라주의 송클라호에 걸쳐 제시되었다.[27]

## 같이 보기
- 캐세이
- 대진
- 카티가라
- 수바르나부미
- 중국-로마 관계
- 세리카
- "난양" - 후대에 중국 이주민들이 이름 붙인 황금과 관련된 동남아 지명
- 그리스-인도네시아 관계
- 그리스-말레이시아 관계
- 인도차이나반도
- 말레이시아의 역사
- 말레이반도

### 참고 문헌
- Gerini, G. E. (1909). 《Researches on Ptolemy's geography of Eastern Asia (further India and Indo-Malay archipelago)》. Asiatic Society Monographs. No. 1. Royal Asiatic Society. 77–111쪽.
- Linehan, W. (1951). “The Identifications of Some of Ptolemy's Place Names in the Golden Khersonese” (PDF). 《Journal of the Malayan Branch of the Royal Asiatic Society》 xxiv (III): 86–98. JSTOR 41503002. 2017년 2월 25일에 원본 문서 (PDF)에서 보존된 문서.
- Wheatley, Paul (1961). 《The Golden Khersonese: Studies in the Historical Geography of the Malay Peninsula before A.D. 1500》. Kuala Lumpur: University of Malaya Press. OCLC 504030596.